# Повелитель мух (Цілком таємно)
Повелитель мух (англ. Lord of the Flies) — 5-й епізод дев'ятого сезону серіалу «Цілком таємно». Епізод не належить до «міфології серіалу» — це монстр тижня. Прем'єра в мережі «Фокс» відбулася 16 грудня 2001 року.
У США серія отримала рейтинг Нільсена, рівний 6.2, це означає — в день виходу її подивилися 9.9 мільйона глядачів.

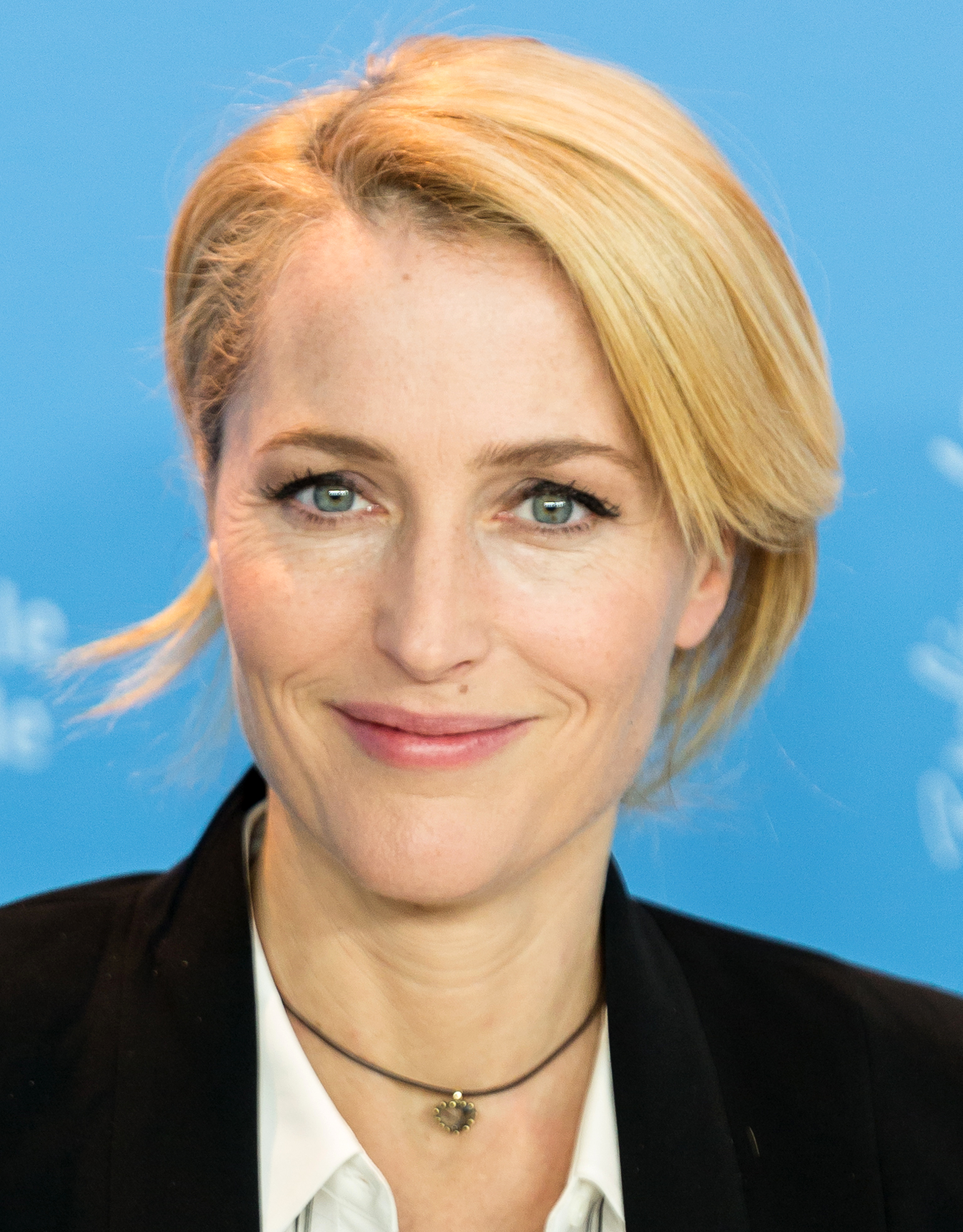

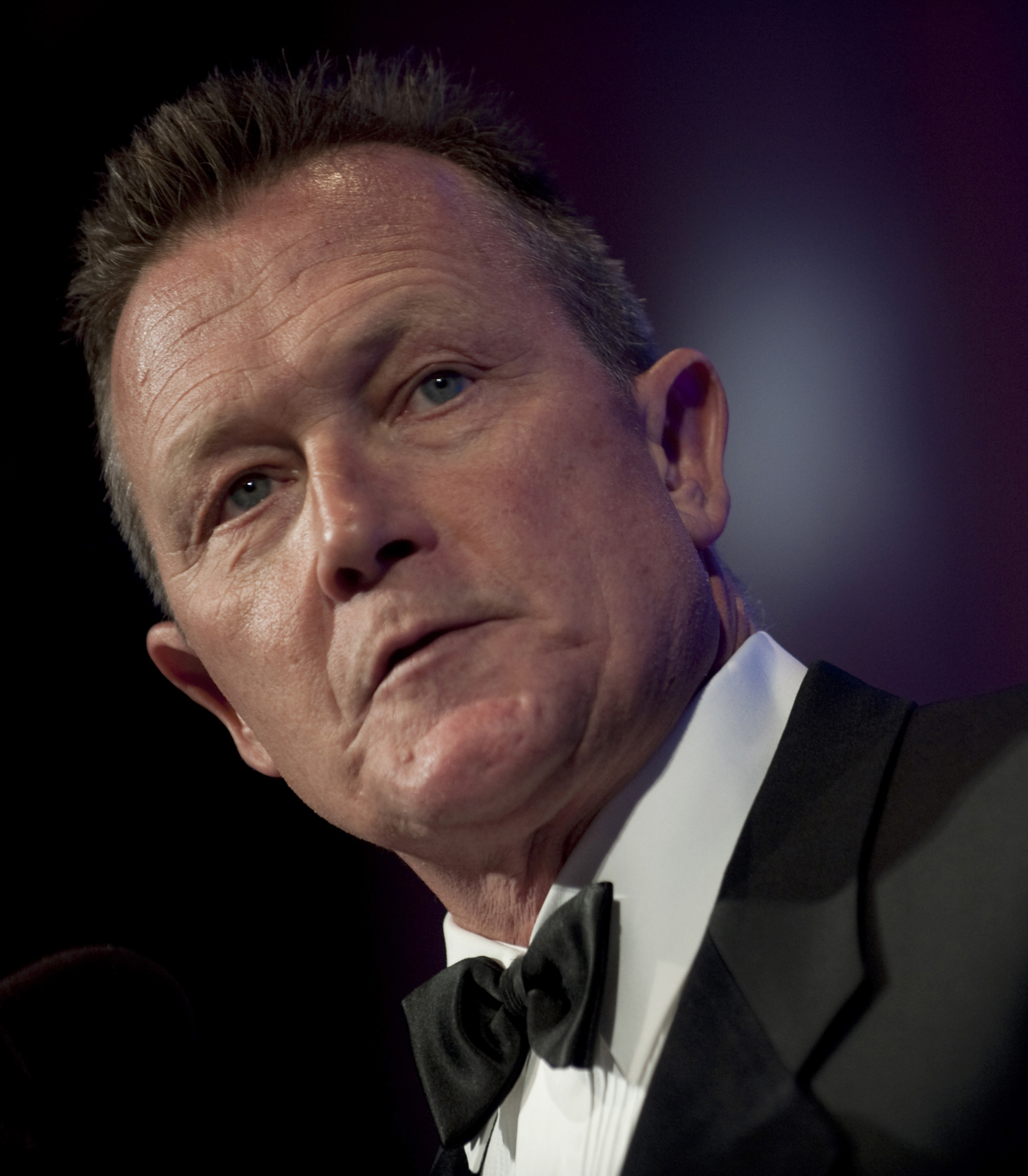

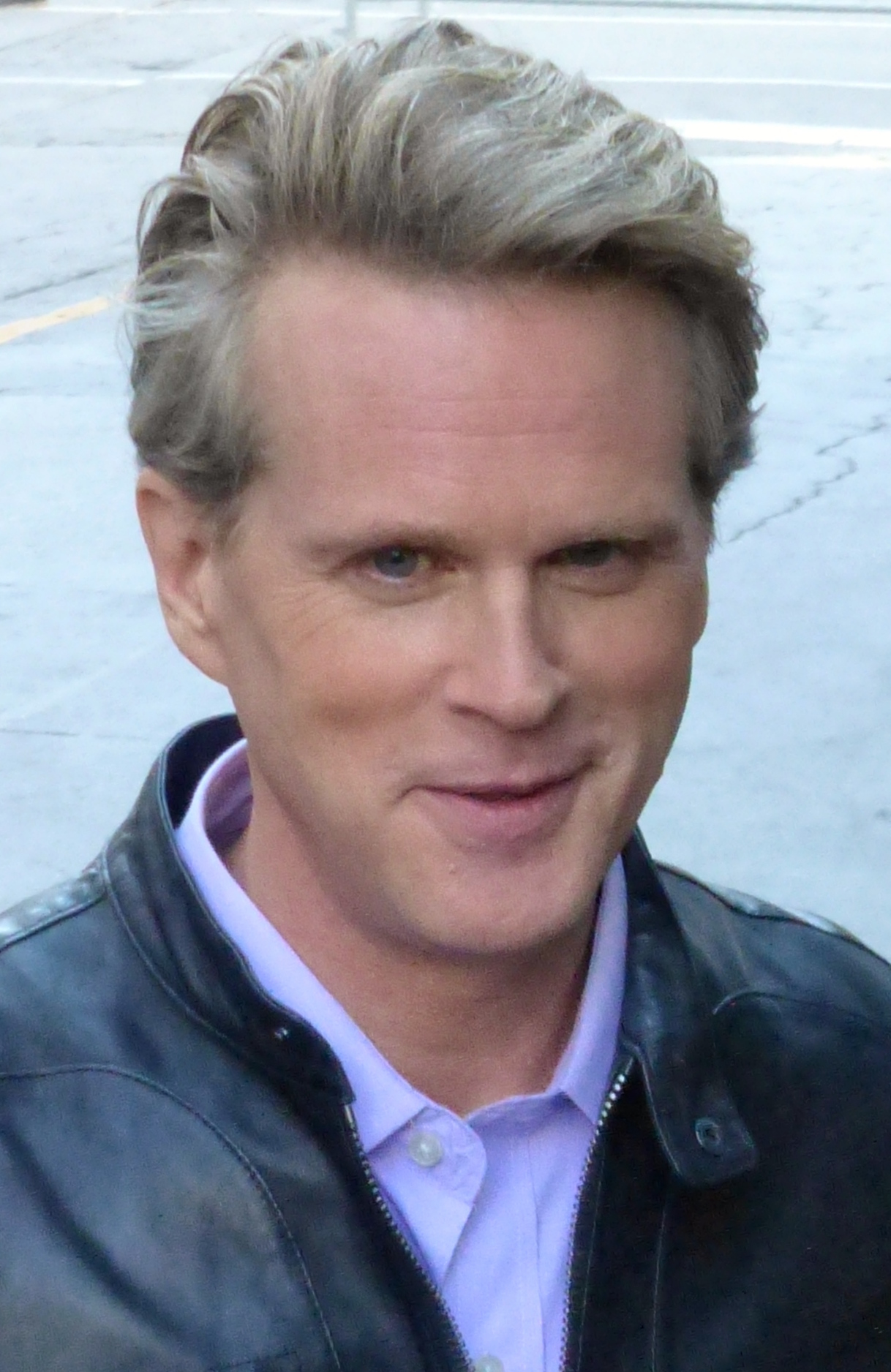

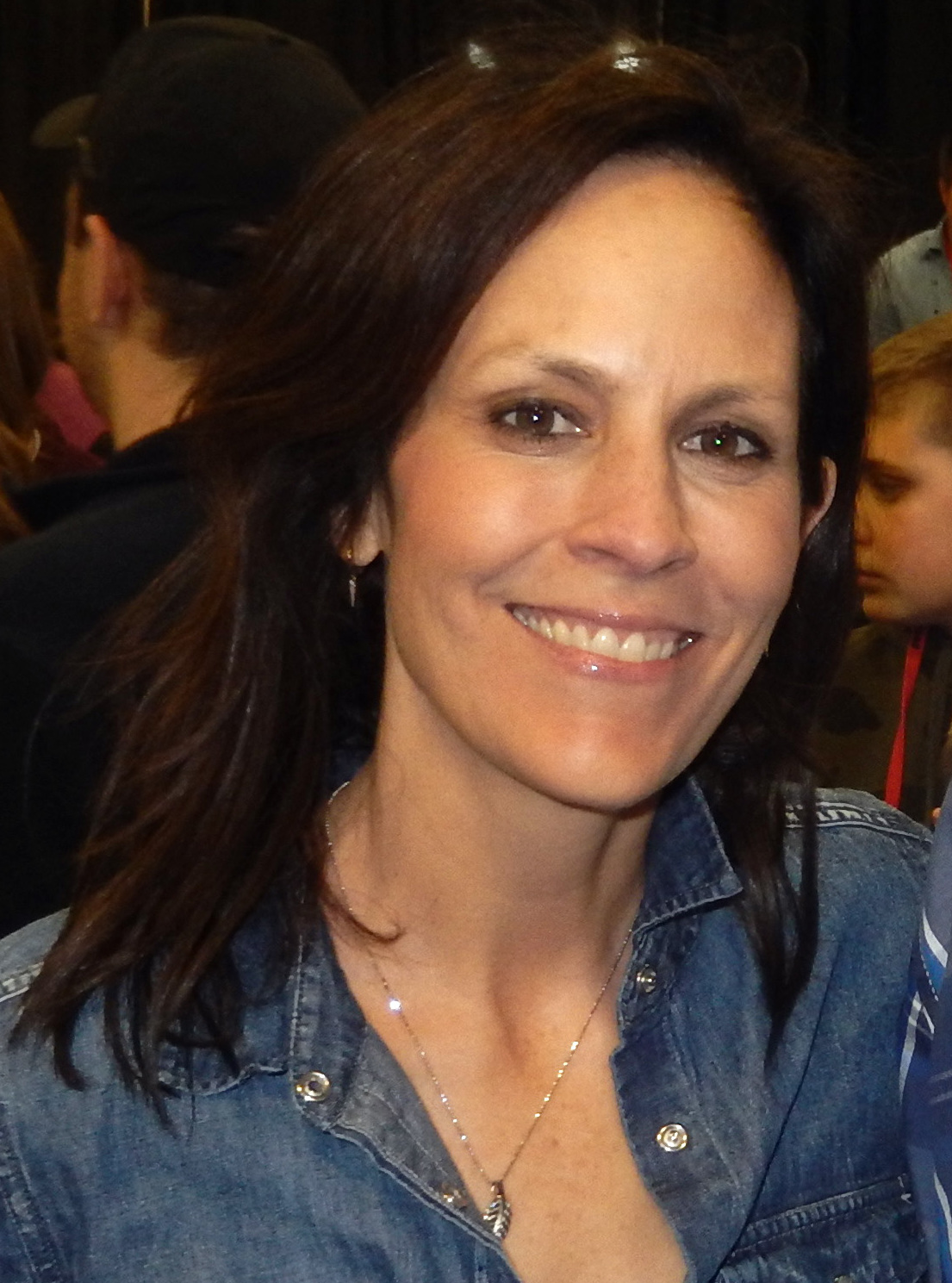

На зйомках реаліті-шоу для місцевого телеканалу під час виконання трюку гине каскадер-аматор. Скаллі, Доггетт і Рейс виявляють, що той був убитий роєм мух, що опинився в його голові.
«Володар мух» ознаменував повернення комедійних епізодів у серіал. Через це Патрік мав проблеми зі своєю грою, тому що спочатку він вважав свій текст занадто дурним. Агресивність мух в епізоді була натхненна реальними звичками Каліфорид.

## Зміст
Істина поза межами досяжного
Група підлітків «Дурноверхі» з «Командиром Живчиком» знімають одного зі своїх друзів на прізвисько «Капітан Сміливчик», який виконує трюки для кабельного телешоу під назвою «Dumbass». Останній трюк передбачає перебування в туалеті що рухається на причепі за автомобілем і стрибок у візку з супермаркету через трамплін. Під час трюку Дейр відхиляється і випадає з візка, його знаходять мертвим після того, як частина його черепа руйнується.
Місцевий коронер Оушен-Сіті (Нью-Джерсі) викликає Джона Доггетта і Моніку Рейєс для розслідування смерті. Під час розтину з очних ямок Дейра вириваються мухи. Дейна Скаллі оглядає тіло і виявляє, що комахи так швидко виїли мозок Дейра і до такої міри, що він просто обвалився. Несподівано із підказками приходить доктор Рокі Бронзіно.
У місцевій середній школі Манагокін (Нью-Джерсі) Вінкі та його брат знімають панахиду за Дейром, чим роздратували його дівчину Наталі. Підлітки переслідують Ділана Локенсгарда, сина директорки та соціального вигнанця. Доггетт і Рейєс прибувають до школи, щоб поговорити з Вінкі. Під час їхнього інтерв'ю якісь істоти (згодом з'ясувалося — воші) таємничим чином нападають на нього і вигризають напис «Дурноверхий» в його плоті. Під час перегляду запису шоу, Доггетт помічає, що Ділан був на кожному з трюків, і вирішує допитати його. Поки агенти розмовляють з Діланом, вдома його мати намагається заговорити з ним — він включає музику і стіни ніби покриваються комахами. Під час розгляду справи Ділан покривається мухами; згодом Рейєс починає вірити, що за нападом стоїть Ділан. Бронзіно з Скаллі встановлюють зовні датчик феромонів — і виявляють високу концентрацію «каліфорину-13»; в цей час на ровері проїздить поруч Ділан. Ділан і Наталі розмовляють про події і пригадують минуле. Під час розмови з матір'ю Ділана цілком обсідають мухи. Рейєс вважає — Ділан спричинив на себе атаку мух аби бути жертвою а не злочинцем. Агенти беруть з допиту серветку, просочену потом Ділана, щоб Скаллі проаналізувала. Результати показують, що рідини тіла Ділана містять величезну кількість феромонів комах.
Тієї ночі Наталі пробирається в дім Ділана; вони розмовляють про Сіда Барретта і зникнення Діланового батька. Коли вони цілуються, щось, ніби ранить її вуста, через що вона вибігає в сльозах. Друзі Дейра, які вважають, що Ділан винен у його смерті, через якусь мить під'їжджають і викрадають його. Під час їзди з рота Ділана виходить комахоподібний виступ і розбризкує павутиння скрізь, через що автомобіль перекидається та розбивається.
Доггетт і Рейєс прибувають на місце події, і їм розповідають, що Ділан прогриз вихід через заднє вікно. Тим часом Скаллі та фахівець з комах обшукують дім Ділана. Скаллі йде після дзвінка Доггетта, щоб допомогти Рейєс знайти підлітка, а спеціаліст залишається в домі. Згодом на Бронзіно нападає мати Ділана — вона обплутує його павутиною.
Рейєс вистежує Наталі, але агентка атакована і загортається в кокон Діланом. Ділан намагається взяти автомобіль матері щоб виїхати з Наталі. Мати Ділана підходить до нього і каже, що він не такий, як інші діти, й ніколи не буде. Доггетт приходить до дому дівчини і знаходить Рейєс живою та витягує з кокона. Скаллі знаходить Наталі — однак Ділана та його матері ніде немає. Подальший обшук у будинку Локенсґарда виявив інші тіла, включаючи спеціаліста з комах, який замотаний в павутину і вижив, та батька Ділана, який імовірно загинув роками раніше. Після відходу з мамою Ділан надсилає Наталі останнє повідомлення у вигляді світлячків: «Я люблю тебе».
Я іноді читаю журнали

## Зйомки
Епізод був написаний Томасом Шнауцем, режисер — Кім Меннерс. Це був перший сценарій Шнауца і друга режисерська робота Меннерса за сезон. Епізод, назва якого є перекладом імені семітського демона Вельзевула, ознаменував повернення «комедійного епізоду» для серіалу. За словами Метта Гурвіца та Кріса Ноулі у книзі «Повні файли X», цей епізод «переглядає теми експериментів генетичного прищеплення з „Мандрівників“ у гумористичному контексті». Роберту Патріку було важко з епізодом; пізніше він пояснив: «Я не міг впоратися з деякими матеріалами. Як актор, я вважав деякі з них трохи безглуздими». Відповідно, Маннерс допоміг Патріку пройти сценарій, та надав можливість йому досягти бажаного результату для своїх діалогів.
Агресивність мух в епізоді була натхненна реальними звичками австралійських «мух-духів». За словами керівника спецефектів Джона Воша, деякі мухи на трупі «Cap'n Dare» були реальними, але решта були створені за допомогою CGI. І навпаки, під час зйомок сцени, де Ділан вкритий мухами, Генк Гарріс носив костюм, який був покритий 30 000 живих мух. Початок епізоду знімали в парку «Cheviot Hills» у Лос-Анджелесі. Раніше сайт використовувався для різних кадрів в епізоді шостого сезону «Неприродний» та восьмого сезону «Три слова». Середня школа Гарфілда в Шерман-Оукс замінила середню школу Гранта.
В епізоді кілька посилань на британського співака і автора пісень Сіда Барретта, з яким персонаж Ділана сильно ідентифікує себе. Барретт був солістом рок-групи «Pink Floyd» до його відходу в 1968 році. В епізоді представлені дві пісні з сольного альбому Барретта 1970 року «The Madcap Laughs», «No Good Trying» і «Terrapin».

## Показ і відгуки
«Володар мух» вперше був показаний на телеканалі «Fox» у США 16 грудня 2001 року. «Володар мух» отримав рейтинг Нільсена 6,2, що означає — його побачили 6,2 % населення країни і переглянули 6,54 мільйона домогосподарств та 9,9 мільйона глядачів. Цей епізод вийшов на «BBC Two» у Сполученому Королівстві 1 грудня 2002 року.
Епізод отримав неоднозначні відгуки телекритиків. Джессіка Морган з «Телебачення без жалю» поставила епізоду оцінку «C». Вона висміяла потребу серіалу розмістити логотип «Секретних матеріалів» у тизері, але зрештою прийшла до висновку, що цей епізод був «одним з гідних для перегляду». Роберт Ширман і Ларс Пірсон у книзі «Хочемо вірити: путівник з Цілком таємно, Мілленіуму та Самотніх стрільців» оцінили епізод на 1.5 з п'яти. Вони стверджували, що епізод намагався «бути „Королем дощу“ або „Мовою ніжності“». Однак вони зазначили, що оскільки серіал перебував на іншій стадії — Малдер і Скаллі більше не були в центрі уваги — «той самий стиль лягає на обличчя». Крім того, Ширман і Пірсон скаржилися, що «Секретні матеріали знову виснажують русло підліткової увагии». М. А. Кренг у книзі «Заперечуючи правду: перегляд „Секретних матеріалів“ після 11 вересня» вважав, що тизер «інтригує на мить», але конкуруючі елементи «химерного гумору, жахів тіла та історії кохання підлітків» швидко припиняють цю невтішну прогулянку".

## Знімалися
| Актор             | Роль             |
| ----------------- | ---------------- |
| Роберт Патрік     | Джон Доггетт     |
| Джилліан Андерсон | Дейна Скаллі     |
| Аннабет Гіш       | Моніка Рейєс     |
| Генк Гарріс       | Ділан Локенсгард |
| Саміра Армстронг  | Наталі Гордон    |
| Майкл Вайзман     | Рокі Бронзіно    |
| Джейн Лінч        | Енн Лукенстранд  |
| Аарон Пол         | Девід Вінкль     |
| Ерік Аварі        | Герб Фонтейн     |